# Siega Verde
Siega Verde (phát âm tiếng Tây Ban Nha: [ˈsjeɣa ˈβeɾðe]) là một khu vực khảo cổ nằm ở  Serranillo, đô thị Villar de la Yegua, Salamanca, Tây Ban Nha. Nó được UNESCO công nhận là di sản thế giới năm 2010 như là một phần mở rộng của Các địa điểm nghệ thuật đá thời tiền sử trong Thung lũng Côa đã được công nhận từ năm 1998.
Địa điểm này bao gồm một loạt các tác phẩm chạm khắc trên đá được phát hiện vào năm 1988 bởi giáo sư Manuel Santoja, trong một chiến dịch khám phá các địa điểm khảo cổ ở thung lũng sông Águeda. Chủ đề của các bức vẽ là ngựa, dê, bò tót và nai, cũng như bò rừng, tuần lộc, tê giác lông mượt đã tuyệt chủng.